# Predrag Manojlović (pallanuotista)
Predrag Manojlović (Spalato, 20 settembre 1951 – Belgrado, 14 settembre 2014) è stato un pallanuotista jugoslavo, vincitore di una medaglia d'argento alle olimpiadi di Mosca 1980. Ha iniziato la sua carriera nel POŠK, per poi continuarla al Partizan Belgrado con cui ha vinto due Coppe dei Campioni, due campionati jugoslavi e tre Coppe di Jugoslavia. Prima di ritirarsi ha indossato anche la calottina dello Stella Rossa. In nazionale ha conquistato, oltre all'argento olimpico, due bronzi mondiali (Belgrado 1973 e Berlino 1978) e due medaglie europee (un argento a Jönköping 1977 ed un bronzo a Vienna 1974).